# Guarda Veneta
Guarda Veneta är en ort och kommun i provinsen Rovigo i regionen Veneto i Italien. Kommunen hade 1 125 invånare (2018).